# Karl Kling

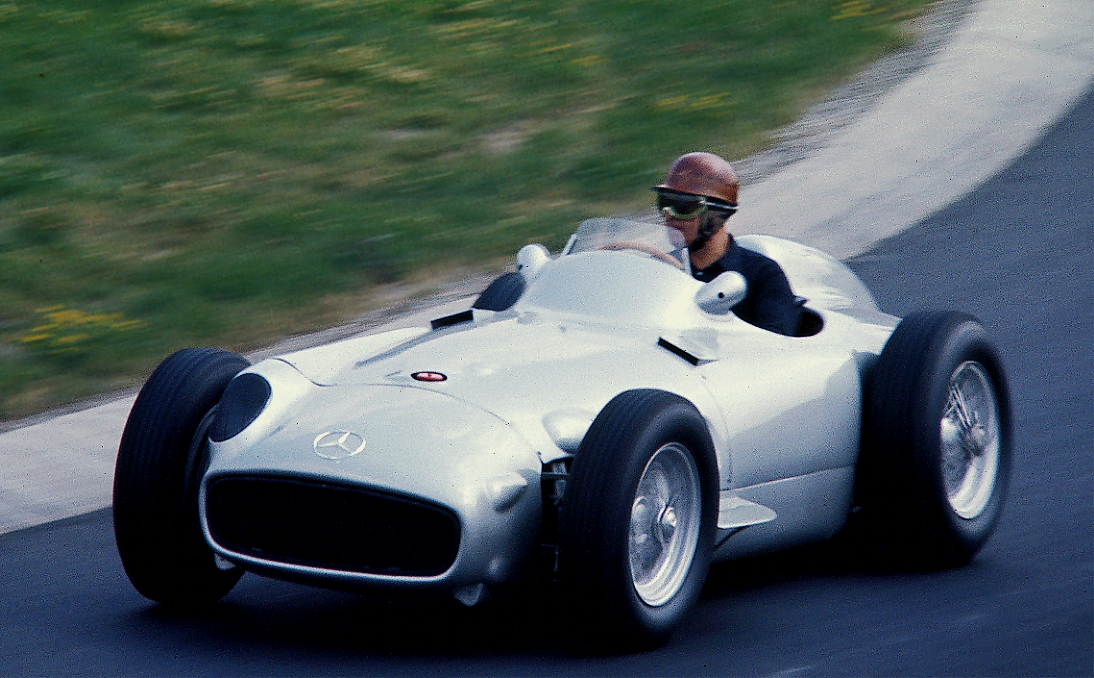
Karl Kling provant un Mercedes W196 al circuit de Nürburgring l'any 1976.

 Karl Kling  va ser un pilot de curses automobilístiques alemany que va arribar a disputar curses de Fórmula 1.
Karl Kling va néixer el 16 de setembre del 1910 a Gießen, Alemanya i va morir el 18 de març del 2003 al llac de Constança, Suïssa.

## A la F1
Va debutar a la quarta cursa de la temporada 1954 (la cinquena temporada de la història) del campionat del món de la Fórmula 1, disputant el 4 de juliol del 1954 el GP de França al Circuit de Reims-Gueux.
Karl Kling va participar en onze curses (amb dos podis) puntuables pel campionat de la F1, disputades en dues temporades diferents, les corresponents als anys 1954 i 1955.

## Resultats a la Fórmula 1
| Any  | Equip           | Xassís   | Motor    | 1      | 2   | 3   | 4       | 5       | 6     | 7       | 8       | 9     | Posició | Punts |
| ---- | --------------- | -------- | -------- | ------ | --- | --- | ------- | ------- | ----- | ------- | ------- | ----- | ------- | ----- |
| 1954 | Daimler-Benz AG | Mercedes | Mercedes | ARG    | 500 | BEL | FRA 2   | GBR 7   | ALE 4 | SUI Ret | ITA Ret | ESP 5 | 5è      | 12    |
| 1955 | Daimler-Benz AG | Mercedes | Mercedes | ARG 4* | MON | 500 | BEL Ret | HOL Ret | GBR 3 | ITA Ret |         |       | 11è     | 5     |

(*) Cotxe compartit.

### Resum
| Curses: | Victòries: | Pòdiums: | Poles: | Voltes ràpides: | Punts: |
| ------- | ---------- | -------- | ------ | --------------- | ------ |
| 11      | 0          | 2        | 0      | 1               | 17     |